# Огун
Вижте пояснителната страница за други значения на Огун.
Огун е бог от пантеона на митологията на йоруба – народ, живеещ предимно в днешна Западна Нигерия и част от Бенин.

## Митологични представи за Огун
Огун в митологията на йоруба е бог (ориша, според терминологията на йоруба) на желязото и войната, а в по-широк смисъл – на съзидателното разрушение. Покровител е на войните, на ковачите, дърворезбарите и ловците (както и брат му, богът на гърма, мълниите и огъня Шанго), пазител е на пътя.
Огун е едно от децата на бога на въздуха Обатала и богинята Жемая. Земята и желязото, което се добива от нея, са посветени на Огун. Символът му е нож. При клетви към Огун заклеващите се допирали с езика си нож.
Жертвеното животно на Огун е кучето, но в особено важни случаи, например при започване на война се извършвало и човешко жертвоприношение. Обикновено жертви на бога принасяли родовете, които го считали за свой родоначалник.
Според една от легендите, Огун отстъпил пред молбите на жителите на Ире и въпреки божествената си природа се съгласил да стане техен владетел и пълководец. В разгара на едно от решителните сражения обаче, опиянен от проливащата се кръв, той въстанал срещу собствените си войници и започнал да ги съсича наред с враговете.

## Аспектът на Огун в човешкия живот и история
Една нешироко известна интерпретация на божествената природа на Огун е ролята му в еволюцията на човечеството. Според африканското разбиране на йоруба, развитието на цивилизациите е обусловено от Обатала, Шанго и Огун. Въпреки разпространената представа, че трите аспекта са врагове, това съвсем не е така. В някои региони на Нигерия все още приемат Огун и Шанго за любящи братя, а не за врагове. Обяснението е естествено – Шанго е огън, без който желязото не може да бъде обработено. Температурата на огъня закалява желязо и го прави по-здраво. Връзката не е враждебна, а симбиотична, взаимноизгодна връзка.
Огун е бог на войната. Това обаче не значи, че е бог на разрушението. Той е аспектът, който кара всяко живо същество да поема дъх и да се бори за оцеляване до последния миг на своя живот. Огун е бог на желязото и технологиите, но трябва да си припомним, че не винаги хората са притежавали инструменти и технологии. В своята история преди да се заеме със създаване на оръжия, човекът е бил същество, което е ловувало с подръчни средства. Огун е бог на желязото и желязото е онзи елемент, чрез който хемоглобина и кръвта са червени т.е. следва да се приеме, че Огун е богът на кръвта.
В Америка приемат, че цветовете на Огун са зелено и черно, символизиращи природата и борбата за оцеляване. Това са цветовете на кървавия камък хелиотроп, който е зелен с червено и черно. В Африка обаче цветът на Огун е чисто червен – цвета на кръвта. В Йоруба Шанго се представлява от цветовете червено и бяло, докато цветът на Обатала е бял. Така се разкриват еволюционните аспекти на човешкото съществуване на земята – Огун (червено), Шанго (червено и бяло) и Обатала (бялото). Червеното означава мъжественост, жизненост, агресивност, свързани със завладяване на нови територии. Червеното и бялото представлява баланс между агресия и състрадание, свързани със създаване на социуми и развитие на човешките общества. Бялото въплъщава мистиката и еволюцията и търсенето на нови пътища за развитие, които до момента не са съществували.

## Огун в литературата
Най-известният писател, интерпретирал многократно митовете за Огун, е Уоле Шоинка, нигерийски поет, прозаик и драматург, носител на Нобеловата награда за литература през 1986 година. Една от поемите му, приемана за връх в творчеството му – „Иданре“ възпява заслепението и сечта на Огун. Пиесата му „Танц на горите“ (1960), която го утвърждава като драматург в западния свят, е посветена на двойствената сила (съзиданието и разрушението) на Огун, а монографията му „Мит, литература и африканският свят“ (1976) разглежда отражението на африканската митология в литературата в по-широк план.